# Rewolta Diego Silanga
Powstanie Diego Silanga miało miejsce w latach 1762–1763 na Filipinach.
Powstanie wybuchło w prowincji Ilocos na wyspie Luzon i było największym i najlepiej zorganizowanym powstaniem chłopskim na Filipinach, na czele którego stanął Diego Silang. Powstanie szybko rozprzestrzeniło się na całe terytorium prowincji Ilocos. Chłopi żądali przede wszystkim zmniejszenia podatków, wygnania hiszpańskich urzędników i mnichów. Równocześnie Silang należący do fanatyków religijnych głosił, że jest wysłannikiem Jezusa Chrystusa, a jego celem jest umacnianie religii na Filipinach. Na początku roku 1763 w rękach powstańców znajdowało się 3/4 prowincji Ilocos, gdzie Silang ustanawiał swoje władze. W maju 1763 r. Silang został zabity, co stało się powodem upadku powstania. Na odzyskanych terenach przywrócono hiszpańską administrację.